# Crash (álbum de Charli XCX)
Crash (estilizado em letras maiúsculas) é o quinto álbum de estúdio da cantora britânica Charli XCX, lançado em 18 de março de 2022, através da Asylum Records, Atlantic e Warner Music UK.  É seu último álbum a ser lançado sob seu contrato atual com a Atlantic Records. Charli anunciou o título e a data de lançamento do álbum - assim como a capa do mesmo - em 4 de novembro de 2021. Seu site também foi atualizado com informações sobre a turnê de 2022 do álbum. O álbum foi precedido por quatro singles: "Good Ones", "New Shapes" com Christine and the Queens e Caroline Polachek, "Beg for You" com Rina Sawayama, "Baby" e dois singles promocionais, "Every Rule" e "Used To Know Me".
Enquanto o trabalho anterior de Charli era conhecido por sua produção experimental e hyperpop, Crash apresenta um som dance pop mais convencional. As músicas do álbum incluem elementos da música pop dos anos 80 e 90, e Charli citou Janet Jackson, entre outros, como uma influência musical para o álbum. Após o lançamento, o álbum recebeu críticas geralmente positivas dos críticos de música.

## Antecedentes
Em setembro de 2019, Charli XCX lançou seu terceiro álbum de estúdio Charli, lançado com aclamação da crítica. O álbum foi originalmente programado para ser lançado em maio de 2017, embora Charli mais tarde tenha decidido descartar esse projeto após um acidente que mais tarde resultou no vazamento da maioria de suas faixas demo na internet. Após o lançamento de Charli, ela explicou em entrevista à revista de música FADER: "Eu não deveria dizer isso, eu deveria estar tipo, nele, 'este álbum (Charli), ouça-o, compre-o', mas eu estou tipo, já pensando no próximo, está feito , estou no próximo nível". Um mês após seu lançamento, ela confirmou que já estava trabalhando em outro álbum. Em 25 de novembro de 2019, ela afirmou que seus planos atuais para o próximo ano incluíam a criação de dois novos álbuns (sendo o segundo o sexto, que, se não fosse lançado em 2020, teria sido lançado em 2021).
Durante os meses de janeiro e fevereiro de 2020, Charli publicou stories no Instagram de si mesma no estúdio com uma variedade de produtores, incluindo Patrik Berger e Justin Raisen, que já haviam colaborado no álbum de estreia de Charli, True Romance (2013). Ela também teve sessões de gravação com o produtor executivo de longa data A. G. Cook, bem como Deaton Chris Anthony.
Em março de 2020, devido à pandemia de COVID-19, as sessões de gravação do álbum foram canceladas. Em 6 de abril de 2020, Charli XCX anunciou através de uma chamada pública de Zoom com os fãs que estaria trabalhando em um novo álbum em auto-isolamento, com o título provisório How I'm Feeling Now. Charli decidiu adiar as sessões de gravação do Crash, então conhecido apenas como o "álbum de Janet", e começou a trabalhar em um novo quarto álbum de estúdio no impulso do momento. O trabalho neste álbum começou na casa de Charli em 3 de abril e durou até pouco antes de sua data de lançamento de 15 de maio.
Charli mencionou pela primeira vez o "álbum da Janet" em 6 de abril, quando postou uma captura de tela de uma conversa com Cook, onde disse: "E eu queria fazer o álbum da Janet em setembro em um álbum mais rápido em dezembro", sugerindo que ela originalmente planejava lançar o "álbum Janet" em setembro e um álbum "mais rápido", mais improvisado, em dezembro do mesmo ano. Após o lançamento de How I'm Feeling Now, Charli deu a entender que estava de volta ao trabalho no "álbum Janet". Em uma carta aberta, a cantora escreveu que o álbum é "o quinto e último álbum do meu contrato..." e que coincidiria com uma turnê de 37 datas pela América do Norte e Europa.

## Lançamento
Em 13 de março de 2021, ela afirmou via TikTok que o álbum será muito "poptástico". Dias depois, em 19 de março, Charli apresentou novas músicas pela primeira vez em um show virtual para o site de música Bandsintown, supostamente chamado "Twice" e "What You Want" (mais tarde confirmado como "New Shapes"). Após o show, ela deu uma entrevista onde ela novamente se referiu ao álbum como "poptástico" e afirmou que estava se sentindo muito criativa.
Em 2 de agosto de 2021, data do seu aniversário, através das suas mídias sociais ela anunciou o primeiro single do álbum, intitulado "Good Ones", incluindo a capa do single e um link para pré-encomenda. A capa apresenta XCX posando em uma roupa inspirada nos anos 80, possivelmente sugerindo a direção sonora do projeto. A canção foge ao seu estilo mais experimental, hyperpop, que vinha a usar nos últimos anos, voltando-se a um pop mais usual como no seu início de carreira. Liricamente, a música retrata o seu hábito de atrair relacionamentos tóxicos e sabotar relacionamentos saudáveis. Desde maio de 2021, ela começou a renomear este álbum como uma "era do mal". Em 15 de agosto de 2021, após o anúncio do primeiro single do álbum, ela postou uma foto de um túmulo no Twitter, que tinha seu próprio nome escrito com a data de falecimento como "18 de março de 2022", que era especulado para ser a data de lançamento do álbum. Nesse mesmo dia, ela postou os bastidores com uma sessão de fotos daquele túmulo, usando um trecho de "Good Ones". Este túmulo faria parte do videoclipe de "Good Ones" assim que fosse lançado. Estava fortemente implícito que a data de lançamento seria 22 de março de 2022, porque após o lançamento de "Good Ones", ela explicou que o álbum poderia ser lançado no início de 2022.
Em 30 de setembro, Charli disse para a ABC Australia que ela poderia lançar um novo single antes do final de 2021. Então, foi confirmado em 6 de outubro, um dia antes da estreia de "Good Ones" na TV, que as mixagens para o álbum estavam sendo finalizadas e que um segundo single seria lançado em breve. Em 9 de outubro, Charli enviou uma foto para o Instagram Stories com um arquivo que dizia "tracklist", significando que a lista de faixas do álbum provavelmente estava completa, a imagem também revelou que a duração do álbum termina em 6 minutos.
Em 1º de novembro, ela twittou pela primeira vez que revelaria segredos sobre o álbum naquela semana, 5 horas depois, ela revelou as pessoas que estariam no álbum. Oscar Holter já estava confirmado como produtor do álbum com o single "Good Ones", enquanto uma colaboração com Rina Sawayama já estava sendo provocada desde 2019, embora de acordo com as duas artistas houvesse diferentes tentativas de colaboração, a música acabou sendo "Beg for You", produzida por Digital Farm Animals. E uma colaboração com Caroline Polachek e Christine and the Queens com produção de Deaton também estava sendo provocada alguns dias antes do anúncio, que acabou sendo a faixa "New Shapes", que serve como segundo single do álbum e foi lançada em 4 de novembro de 2021.
No dia 4 de novembro de 2021, uma hora antes do lançamento do segundo single, o álbum foi anunciado oficialmente em todas as redes sociais de Charli, juntamente com a sua data de lançamento (18 de março de 2022), link de pré-salvamento e o anúncio de uma turnê de 37 datas, intitulada "Crash: The Live Tour", pela América do Norte e Europa. Também foi anunciado que o álbum teria 12 músicas e 33 minutos de duração. Mais tarde naquele dia, Charli foi ao vivo no TikTok e compartilhou novos trechos de novas faixas, incluindo as faixas então desconhecidas “Baby”, “Constant Repeat”, “Beg For You” e três outros trechos. Em 19 de dezembro de 2021, Charli postou uma postagem no Instagram com a legenda "2022 sneak peak...", que incluía inúmeras imagens relacionadas ao trabalho para o ciclo do álbum, incluindo imagens de fotos e gravações dos bastidores, uma conversa com Rina Sawayama sobre sua colaboração, e um vídeo de Charli praticando com dançarinos de fundo para a faixa "Baby".
Ao longo do final de 2021 e início de janeiro de 2022, Charli continuou a compartilhar as amostras que ela provocou no TikTok, principalmente as faixas "Beg for You" e "Baby". Em 4 de janeiro, Charli enviou um trecho do que parecia ser um videoclipe para a música "Baby". Em 20 de janeiro, foi relatado via iTunes que a quinta faixa do álbum teria 2 minutos e 48 segundos de duração, que mais tarde foi confirmada como "Beg for You". No mesmo dia, Charli revelou o título e um trecho de estúdio de sua colaboração com Rina Sawayama, "Beg for You". Em 21 de fevereiro de 2022, a cantora anunciou que uma edição deluxe seria lançada na mesma semana do álbum padrão. No entanto, a edição deluxe foi lançada uma semana depois do padrão, em 25 de março.
O encarte do álbum o dedica a Sophie, uma amiga e colaboradora de Charli que morreu no início de 2021. Sophie produziu várias faixas para Charli, incluindo a totalidade de seu EP de 2016 Vroom Vroom, bem como a maioria de seu terceiro álbum de estúdio descartado.

## Capa
Ao "provocar" e promover o álbum, Charli assumiu uma personalidade maligna, demoníaca ou sem alma, para passar uma ideia de como se ela tivesse feito um pacto com o diabo. Os visuais para o álbum incluem "poderes de femme fatale" e uma infinidade de "feitiços e maldições das trevas", bem como acenos de assinatura para carros e acidentes de carro. Seu título e estética geral foram inspirados no filme Crash, de David Cronenberg, de 1996.

## Composição e temas
Espera-se que Crash seja uma ligeira mudança sônica dos recentes lançamentos de hyperpop e futurepop pelos quais Charli XCX se tornou conhecida, em vez disso, visando um som mais "poptástico" inspirado na música pop dos anos 80 e tropos de música pop. O álbum é tematicamente inspirado por sua experiência com a pressão das grandes gravadoras. Tanto o tom musical quanto o lírico de Crash é um reflexo irônico e satírico da música que a Atlantic Records empurrou Charli XCX a fazer ao longo de seu tempo sob seu respectivo contrato.
Ela listou Janet Jackson, Cameo, Sister Sledge, Serge Gainsbourg, Steve Vai, Black Eyed Peas, Charlie Puth, Cyndi Lauper, Rick James, Taylor Dayne, Boy Meets Girl e Belinda Carlisle como inspirações musicais para o álbum.
Os colaboradores e produtores do álbum incluem A. G. Cook, George Daniel, Deaton Chris Anthony, Lotus IV, Caroline Polachek, Christine and the Queens, Oscar Holter, Digital Farm Animals, Rina Sawayama, Ian Kirkpatrick, Jason Evigan, Justin Raisen, Ariel Rechtshaid, Ilya Salmanzadeh, Oneohtrix Point Never, Jon Shave e Mike Wise.

## Singles
"Good Ones" foi lançada como o primeiro single do álbum em 2 de setembro de 2021, juntamente com um videoclipe. Musicalmente, foi descrita como incorporando os gêneros synthwave e electropop, cheia de "sintetizadores hipnóticos e pulsantes" e "produção vigorosa". A canção alcançou a posição 44 na parada de singles do Reino Unido, tornando-se o 12º top 50 de Charli no gráfico e o 17º no geral. Além disso, tornou-se sua maior entrada nas paradas como artista principal desde "1999" em 2018. Na Irlanda, a música estreou no número 32, marcando sua 16ª entrada no país. No exterior, "Good Ones" alcançou o top 40 do Mainstream dos EUA, onde atingiu o número 35. Isso rendeu a Charli sua nona entrada na carreira lá. O videoclipe para a música foi dirigido por Hannah Lux Davis e foi filmado no México. Ele retrata a cantora no funeral do seu ex-namorado, dançando de lingerie ao redor do túmulo e em uma lápide. A lápide apresenta seu próprio nome junto com sua data de nascimento e a data 18 de março de 2022, a data de lançamento de Crash. Ela apresentou a música ao vivo pela primeira vez no The Tonight Show Starring Jimmy Fallon em 7 de outubro de 2021.
"New Shapes", com participação de Christine and the Queens e Caroline Polachek, foi lançado em 4 de novembro de 2021 como o segundo single do álbum. A canção recebeu críticas positivas dos críticos por sua mudança do hyperpop para o synth-pop. Neste mesmo dia, XCX anunciando simultaneamente o título e a capa de seu álbum Crash, bem como a turnê de 2022. O videoclipe dirigido por Imogene Strauss, Luke Orlando e Terrence O'Connor foi lançado alguns dias depois. Charli estava programada para aparecer no nono episódio da 47ª temporada do Saturday Night Live ao lado de Christine and the Queens e Polachek para promover os singles, mas as apresentações foram canceladas devido ao aumento da variante Omicron do coronavírus na cidade de Nova Iorque. A apresentação foi posteriormente remarcada para 5 de março de 2022.
"Beg for You", com participação de Rina Sawayama, foi lançado em 27 de janeiro de 2022 como o terceiro single do álbum. A música estreou no mesmo dia na BBC Radio 1 como parte do programa Future Sounds, ganhando o título de Hottest Record da Radio 1. A canção apresenta uma amostra de “Cry For You”, canção de 2006 da cantora sueca September, bem como da música "Don't Cry" do grupo de dança belga Milk Inc. É uma música com uma batida de garagem que "evoca a doçura do pop chiclete do início dos anos 2000" e apresenta uma batida "evocativa da house music dos anos 90", riffs de piano "melancólico" e um drop. O videoclipe para a música foi dirigido por Nick Harwood, sendo lançado em 11 de fevereiro de 2022. No vídeo, as cantoras aparecem unidas por um culto de amigos, prontas para se envolver em um sacrifício liderado pelo diabo. Elas são conduzidas por uma figura aparentemente religiosa vestida de branco até uma clareira aberta que mostra uma pequena piscina cheia de água cercada de terra. Enquanto Charli e Sawayama dançam em uníssono, uma figura alta vestida de preto com chifres de diabo observa ao fundo e depois presenteia Charli com um caco de vidro para pressionar na palma da mão e tirar sangue. Depois que a figura religiosa toma um gole da água da piscina com infusão de sangue, os dançarinos de fundo ficam possuídos e caem mortos no final do vídeo. Ela apresentou a música ao vivo pela primeira vez durante seu retorno ao Saturday Night Live em 5 de março de 2022.
"Baby" foi lançada como o quarto single do álbum em 1 de março de 2022. A canção estreou no programa de Zane Lowe na rádio Apple Music 1 e o videoclipe saiu uma hora mais tarde. Na entrevista para Zane, Charli XCX revela que "Baby é sobre sexo e sexualidade, ter bom sexo e sentir-se a si próprio, essencialmente. (…) Este tipo de zona de poder hiper-sexualizado e feminino era para onde eu me sentia a ir, e "Baby" era a génese disto". Ela apresentou a música ao vivo pela primeira vez durante seu retorno ao Saturday Night Live em 5 de março de 2022.
Em 14 de março de 2022, "Every Rule" foi lançado como primeiro single promocional do álbum.
Em 17 de março de 2022, "Used To Know Me" foi lançado como segundo single promocional do álbum. A canção estreou na Hottest Record da BBC Radio 1 apresentado por Clara Amfo e foi disponibilizada nos serviços musicais às 18h (GMT). A faixa contém amostra de "Show Me Love", canção de 1993 da cantora norte-americana Robin S..

## Recepção crítica
| Críticas profissionais | Críticas profissionais |
| Pontuações agregadas   | Pontuações agregadas   |
| Fonte                  | Avaliação              |
| ---------------------- | ---------------------- |
| AnyDecentMusic?        | 7.6/10                 |
| Metacritic             | 79/100                 |
| AOTY                   | 77/100                 |
| Avaliações da crítica  |                        |
| Fonte                  | Avaliação              |
| AllMusic               | [ 91 ]                 |
| Beats Per Minute       | [ 92 ]                 |
| Clash                  | 7/10                   |
| DIY                    | [ 94 ]                 |
| Exclaim!               | 7/10                   |
| NME                    | 8.4/10                 |
| Pitchfork              | 8/10                   |
| Rolling Stone          | [ 98 ]                 |
| Slant                  | [ 99 ]                 |
| The Guardian           | [ 100 ]                |
| The Independent        | [ 101 ]                |
| The Line of Best Fit   | 9/10                   |
| The Telegraph          | [ 103 ]                |

Crash recebeu críticas geralmente favoráveis dos críticos de música. No Metacritic, que atribui uma classificação normalizada de 100 a críticas de críticos convencionais, o álbum recebeu uma pontuação média de 79, com base em dezenove críticas.
Escrevendo para a Clash, Joe Rivers disse que "Crash é certamente uma mistura, mas demonstra que, quaisquer que sejam suas motivações e mentalidade, Charli XCX é uma artista que devemos valorizar. Mesmo quando ela não está no seu melhor, ela exibe nous e melodia suficientes para ficar de cabeça e ombros acima de praticamente todos os seus rivais". Elly Watson, do DIY, deu ao álbum uma classificação de 4,5 de 5 estrelas e escreveu que [Crash] "pode estar fechando um capítulo para Charli, mas não é de forma alguma um canto de cisne". E também acrescentou que "em vez disso, ela mais uma vez explora novos empreendimentos, criando um álbum pop que celebra os antigos clássicos e os novos, e cimenta seu status como uma verdadeira pioneira do pop". Helen Brown, em uma avaliação de cinco em cinco estrelas para o The Independent, disse que Crash é "o maior, mais luxuoso e mais mainstream lançamento até hoje do tímido nerd da música de Essex que se tornou uma diva de Los Angeles. E enquanto alguns fãs podem sentir falta dos experimentos sônicos mais peculiares do jovem de 29 anos, não há como negar a capacidade de Charlotte Aitchison de lançar ganchos implacavelmente sólidos e sensuais para garantir um lugar na mesa principal do pop… ou dançar em cima dela.” Para a Pitchfork, Owen Myers diz que "Apesar de alguns momentos um pouco mais fracos (estranhamente, os singles principais do álbum), Crash é o melhor projeto completo de Charli desde Pop 2, um abraço astuto de estilos pop moderno e vintage por um de seus alunos mais sinceros. Ela define um padrão para o pop criativo mainstream: a fábrica de sonhos implacável e intoxicante que pode te mastigar e cuspir e te deixar voltando para mais."
El Hunt, escrevendo para a NME, diz que "às vezes, Crash diminui um pouco o acelerador - a interpolação de 'Show Me Love' em 'Used to Know Me' é contagiante, embora um pouco direta demais, enquanto baladas ardentes como 'Move Me' e 'Every Rule' poderia ter mais dicas distorcidas de estranheza encontradas em outros lugares. Essas são queixas menores, no entanto, e no momento em que essas cordas sintetizadas ganham vida na faixa pop-funk irregular 'Baby', elas são fáceis de ignorar". Ao acrescentar que "Uma emoção que sua música nunca evocará é o tédio, e mesmo quando seus olhos estão treinados para se infiltrar no pop mainstream, ela ainda é uma artista com talento para surpreender. Se Crash realmente marca a morte de Charli XCX como um grande artista da gravadora — que caminho a percorrer. O crítico Tom Hull considerou a produção como importante e "de certa forma o melhor de seu jogo", concluindo que o álbum se destaca com a "delirante" "Used to Know Me". Revisando para Paste, Eric Bennett escreve que, "Quando Charli alcança a confluência perfeita do que ela ama na música pop, e o que nós amamos em sua música, ela sobe, criando alguns de seus melhores materiais até hoje. Mas quando esse equilíbrio não é alcançado, as músicas podem parecer genéricas ou redutoras — duas palavras que nunca se aplicaram a Charli XCX antes. É preciso elogiar Charli por ter dado um passo tão grande: Quando você se torna conhecida por assumir riscos, a única maneira de mudar as coisas é jogando pelo seguro."
Em uma crítica mista para o The Guardian, Alexis Petridis escreve que "Não só Crash não funciona – ou pelo menos não totalmente – ele deixa você se perguntando sobre as motivações de seu autor. Apesar de todas as mensagens em torno dele, às vezes parece menos um conceito inteligente do que um encolher de ombros; o trabalho de um artista que vê uma grande gravadora de cinco álbuns cheio de problemas lida com um 'tanto faz' desanimado. Se há uma graça salvadora aqui, é que o mercurial XCX – agora uma agente livre – sem dúvida retornará com algo mais interessante mais cedo ou mais tarde."

## Lista de faixas
| Crash – Edição Padrão |                                                                 | |                                    |         |  |
| N.º                   | Título                                                          | Compositor(es) | Produtor(es)                       | Duração |  |
| 1.                    | "Crash"                                                         | Charlotte Aitchison George Daniel Alexander Guy Cook Waylon Rector                                                                         | Daniel A. G. Cook                  | 2:09    |  |
| 2.                    | "New Shapes" (com Caroline Polachek e Christine and the Queens) | Aitchison Linus Wiklund Noonie Bao Deaton Chris Anthony Héloïse Letissier Polachek                                                         | Lotus IV Anthony                   | 3:20    |  |
| 3.                    | "Good Ones"                                                     | Aitchison Mattias Larsson Robin Fredriksson Oscar Holter Caroline Ailin                                                                    | Holter                             | 2:16    |  |
| 4.                    | "Constant Repeat"                                               | Aitchison Bao Wiklund | Lotus IV                           | 3:09    |  |
| 5.                    | "Beg for You" (com Rina Sawayama)                               | Aitchison Sawayama Roland Spreckley Nicholas Gale Sorana Alexander Soifer Jonas von der Burg [A] Niklas von der Burg [A] Anoo Bhagavan [A] | Digital Farm Animals               | 2:48    |  |
| 6.                    | "Move Me"                                                       | Aitchison Amy Allen Jason Evigan Ian Kirkpatrick                                                                                           | Kirkpatrick Evigan [a]             | 2:27    |  |
| 7.                    | "Baby"                                                          | Aitchison Jeremiah Raisen Justin Raisen | Justin Raisen SadPony              | 2:39    |  |
| 8.                    | "Lightning"                                                     | Aitchison Rami Yacoub Ilya Salmanzadeh Madison Love                                                                                        | Ariel Rechtshaid                   | 3:57    |  |
| 9.                    | "Every Rule"                                                    | Aitchison Cook | Cook Daniel Lopatin Matt Cohn [a]  | 3:03    |  |
| 10.                   | "Yuck"                                                          | Aitchison Michael Joseph Wise Elizabeth Lowell Boland Megan Buelow Nathan Ferraro                                                          | Wise                               | 2:18    |  |
| 11.                   | "Used To Know Me"                                               | Aitchison Bao Dylan Brady Wiklund Fred McFarlane [B] Allen George [B]                                                                      | Dopamine (Darryl Reid & Jon Shave) | 2:25    |  |
| 12.                   | "Twice"                                                         | Aitchison Bao Wiklund | Lotus IV                           | 3:14    |  |
| Duração total:        | Duração total:                                                  | Duração total: | Duração total:                     | 33:46   |  |

| Crash – Faixa bônus da edição deluxe |                                            |                                            |                             |         |  |
| N.º                                  | Título                                     | Compositor(es)                             | Produtor(es)                | Duração |  |
| 13.                                  | "Selfish Girl"                             | Aitchison Bao Wiklund Anthony              | Lotus IV Daniel Anthony [a] | 3:14    |  |
| 14.                                  | "How Can I Not Know What I Need Right Now" | Aitchison Daniel                           | Daniel                      | 2:37    |  |
| 15.                                  | "Sorry If I Hurt You"                      | Aitchison Andrew Wyatt Bao Wiklund Anthony | Lotus IV Anthony [a]        | 2:41    |  |
| 16.                                  | "What You Think About Me"                  | Aitchison Rector Cook                      | Cook                        | 3:04    |  |
| Duração total:                       | Duração total:                             | Duração total:                             | Duração total:              | 45:28   |  |

Notas
- ↑[a]  significa um produtor adicional.
- ↑[A]  "Beg for You" contém samples da música "Don’t Cry", de Milk Inc. e "Cry For You", de September.
- ↑[B]  "Used to Know Me" contém samples da música "Show Me Love", de Robin S..
- "How Can I Not Know What I Need Right Now" contém interpolações de "Saturday Love" de Cherrelle e Alexander O'Neal.

## Desempenho comercial
Crash estreou em primeiro lugar na parada de álbuns do Reino Unido, tornando-se seu primeiro álbum a chegar ao topo da parada. Na Irlanda, o álbum estreou em primeiro lugar na parada de álbuns do país, também marcando seu primeiro álbum a chegar ao topo. Na Austrália, o álbum também estreou em primeiro lugar na parada de álbuns, tornando-se sua segunda entrada entre os dez primeiros e a primeira a alcançar o primeiro lugar. Na mesma semana, também foi o álbum mais vendido da semana em vinil. Também estreou em primeiro lugar na parada de álbuns escocesa.
Na Alemanha, o álbum estreou no número 19 na parada de álbuns, tornando-se sua primeira entrada no Top 20 do país. Na Holanda, estreou no número 16 na parada de álbuns, tornando-se sua entrada mais alta no gráfico.

### Tabelas musicais
| País — Tabela musical (2022)        | Melhor posição |
| ----------------------------------- | -------------- |
| Alemanha (GfK Entertainment Charts) | 19             |
| Austrália (ARIA Charts)             | 1              |
| Áustria (Ö3 Austria Top 40)         | 9              |
| Bélgica (Ultratop (Flandres)        | 11             |
| Bélgica (Ultratop (Valónia)         | 19             |
| Canadá (Billboard Canadian Albums)  | 16             |
| Croácia (HDU)                       | 8              |
| Escócia (OCC)                       | 1              |
| Espanha (PROMUSICAE)                | 12             |
| Estados Unidos (Billboard 200)      | 7              |
| Finlândia (Suomen virallinen lista) | 29             |
| França (SNEP)                       | 53             |
| Grécia (IFPI Grécia)                | 15             |
| Hungria (MAHASZ)                    | 8              |
| Irlanda (OCC)                       | 1              |
| Itália (FIMI)                       | 95             |
| Japão (Billboard Japan)             | 48             |
| Lituânia (AGATA)                    | 36             |
| Nova Zelândia (Recorded Music NZ)   | 2              |
| Países Baixos (Album Top 100)       | 16             |
| Portugal (AFP)                      | 26             |
| Reino Unido (UK Albums Chart)       | 1              |
| Suíça (Schweizer Hitparade)         | 19             |

## Histórico de lançamento
| Região | Data                | Formato                                     | Versão | Gravadora        | Ref.                    |
| ------ | ------------------- | ------------------------------------------- | ------ | ---------------- | ----------------------- |
| Várias | 18 de março de 2022 | Cassete CD download digital streaming vinil | Padrão | Asylum Warner UK | [ 137 ] [ 107 ] [ 138 ] |
| Várias | 25 de março de 2022 | download digital streaming                  | Deluxe | Asylum Warner UK | [ 108 ] [ 139 ]         |